# Comité révolutionnaire provisoire polonais

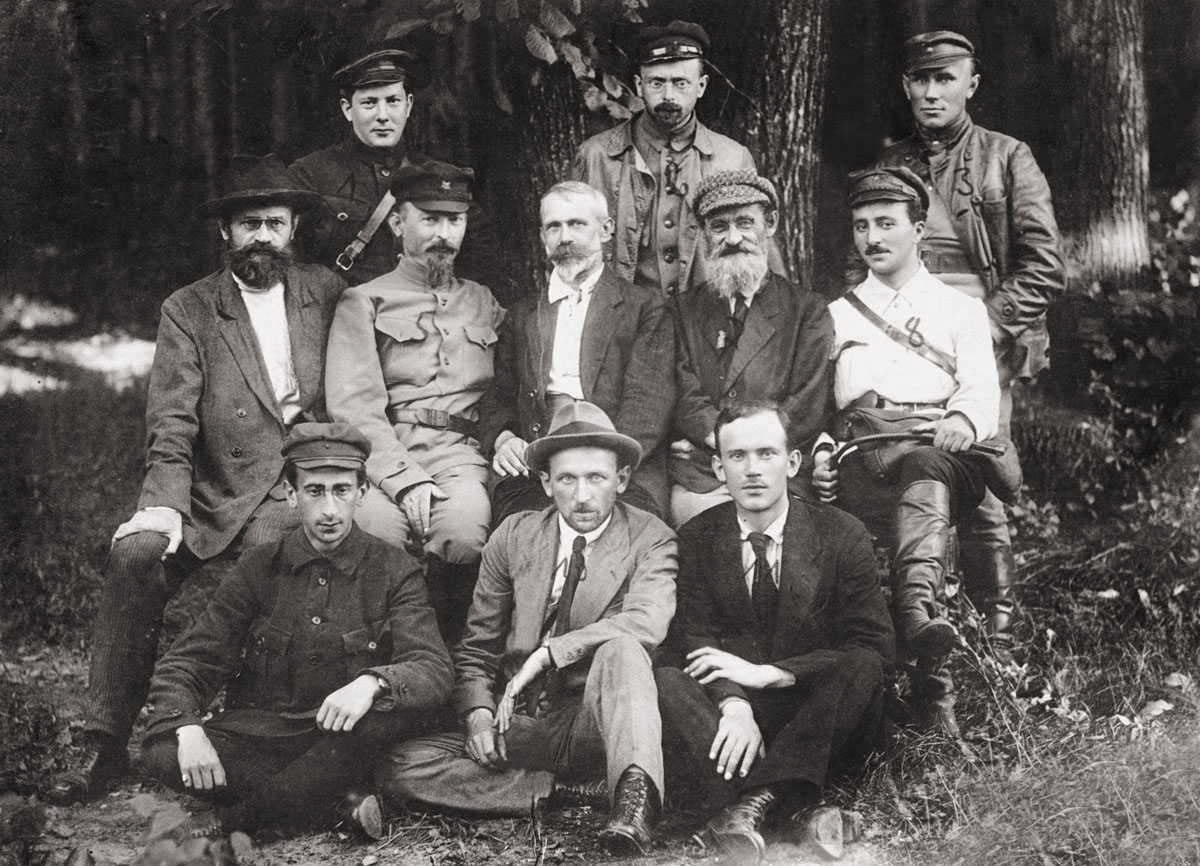
Le comité en 1920 (au centre, de gauche à droite: Feliks Dzierżyński, Julian Marchlewski, Feliks Kon)

Le Comité révolutionnaire provisoire polonais (Tymczasowy Komitet Rewolucyjny Polski, TKRP) ou Polrewkom  (Польревком en russe) est un comité révolutionnaire créé le 23 juillet 1920 à Moscou par le Bureau polonais des bolcheviks avec pour président Julian Marchlewski dans le but d'établir une « République socialiste soviétique de Pologne ».

## Contexte historique
Le comité est créé pendant les succès initiaux de l'Armée rouge durant la guerre soviéto-polonaise de 1920-1921, dans le but de fournir l’administration soviétique des territoires polonais conquis. Le Comité est considéré comme "provisoire" parce qu'il est supposé qu'après la victoire soviétique, le pouvoir sera transféré au Parti communiste ouvrier de Pologne (Komunistyczna Partia Robotnicza Polski, KPRP).

## Manifeste auxTravailleurs Polonais des Villes et des Villages
Avec plus de 2 millions de roubles de Moscou pour assurer son fonctionnement, le comité est envoyé dans un train blindé le 24 juillet 1920 à Smolensk, par Minsk (le 25 juillet) et Wilno (le 27 juillet) pour arriver à Białystok le 30 juillet 1920, la première ville polonaise au-delà de la ligne Courzon prise par l’Armée rouge. Le comité établit son siège permanent dans le Palais Branicki et publie des déclarations publiques. Le premier manifeste aux Travailleurs Polonais des Villes et des Villages (rédigé par Feliks Dzierżyński) annonce:
- création d’une République soviétique polonaise,
- nationalisation des industries,
- séparation de l’Église et de l’État,
- création de nouveaux comités révolutionnaires.

En même temps, des tribunaux révolutionnaires qui sèment la terreur sont mis en place pour éliminer les "ennemis du peuple".
Le comité est composé des membres suivants:
- Julian Marchlewski président)
- Feliks Dzierżyński (leader de facto)
- Feliks Kon (éducation)
- Edward Próchniak (secrétaire)
- Józef Unszlicht (parti)
- Bernard Zaks (industrie)
- Stanisław Bobiński (agriculture)
- Tadeusz Rydwański (propagande)

Les activités du comité sont rattachées au front du Nord-ouest de l'Armée rouge et son pouvoir se limite à la Podlasie et une partie de la Mazovie. Le front Sud-ouest de l'Armée rouge soutient un Comité Révolutionnaire Galicien du même type (Galrevkom) qui ne contrôle que la ville de Tarnopol et quelques villages des alentours.
Le Comité révolutionnaire a très peu de soutien de la part de la population polonaise, très minoritaire dans ces régions et recrute ses partisans surtout parmi les Biélorusses et les Juifs En 1918 la communauté juive de la ville de Białystok est estimée à 75 % de la population.
Le 22 août 1920, après la défaite de l'armée soviétique, le comité se replie sur Minsk et est dissous peu après.